# Cardiocondyla nivalis
Cardiocondyla nivalis é uma espécie de formiga do gênero Cardiocondyla, pertencente à subfamília Myrmicinae.